# 襟裳岬灯台
襟裳岬灯台（えりもみさきとうだい）襟裳岬灯台は、北海道えりも町の襟裳岬先端に立つ白亜の大型灯台で、「日本の灯台50選」にも選ばれている。周辺は日高山脈襟裳十勝国立公園に指定され、4段にもおよぶ海岸段丘があり突端には海食崖や岩礁があって豪壮な景観を呈し、岩礁はゼニガタアザラシの生息地としても知られている。

## 歴史
- 1887年（明治20年）6月21日 - 起工[1]。
- 1889年（明治22年）6月25日 - 初点灯。当時は第1等灯台だった[2]。
- 1894年（明治27年）1月1日 - 霧笛設置し吹鳴開始[3]。
- 1900年（明治33年）2月15日 - 霧笛用動力源として石油発動機を採用[4]。
- 1915年（大正4年）7月2日 - 燭光数を18万燭光に変更[5]。
- 1934年（昭和9年）12月15日 - 無線方位信号所業務開始（無線標識・無線羅針）[6]。
- 1945年（昭和20年）
  - 7月15日 - 第二次世界大戦時の爆撃で破壊される。
  - 10月23日 - 仮灯点灯[7]。
- 1946年（昭和21年）11月18日 - 仮灯の灯質、燭光数、光達距離変更[8]。
- 1948年（昭和23年）
  - 2月22日 - 仮灯消灯[9]。
  - 4月13日 - 仮灯復旧[10]。
- 1949年（昭和24年）6月15日 - 船舶気象通報放送開始、偶数時の0分から2分まで[11]。
- 1950年（昭和25年）2月3日 - 再建[12]。
- 2005年（平成17年）
  - 3月15日 - 霧信号所廃止[13]。
  - 4月1日 - この日より無人化される。
- 2009年（平成21年）4月10日 - 無線方位信号所（レーマークビーコン）廃止[14]。
- 2016年（平成28年）9月30日 - 船舶気象通報施設を廃止[15]

## 付属施設
- 船舶気象通報施設

## 交通
旧・JR日高本線様似駅から、ジェイ・アール北海道バス日勝線えりも岬・広尾方面行きで1時間、えりも岬下車後徒歩5分

## 周辺情報
- 襟裳岬
- 風の館